# Marion Greenwood
Marion Kathryn Greenwood (Brooklyn, Nueva York, 6 de abril de 1909 – 20 de agosto de 1970) fue una artista realista social estadounidense que se hizo popular a partir de la década de 1920 en su país y en México. Conocida por sus murales, también hizo pintura de caballete, grabado y frescos.
Viajó a México, Hong Kong, Birmania e India, retratando sus diferentes culturas y etnias y prestando especial atención a las personas oprimidas en zonas subdesarrollados, frente a los estereotipos étnicos y raciales.

## Biografía
Nació en 1909, hija del pintor Walter Greenwood y de Kathryn Boyland. Fue la segunda hija y última de seis hijos. Su hermana mayor, Grace Greenwood Ames, también fue artista.
Con talento artístico desde pequeña, dejó la escuela secundaria a los quince años para estudiar con una beca en la Art Students League de Nueva York. Tuvo de profesores, entre otros, a los pintores John Sloan y George Bridgman. Además estudió litografía con Emil Ganso y mosaico con Alexander Archipenko.
Con 18 años realizó múltiples visitas a Yaddo, residencia de artistas en Saratoga Springs, Nueva York. Allí pintó retratos de intelectuales residentes. A mediados de la década de 1920, Marion estudió con Winold Reiss, artista y diseñador nacido en Alemania que había contribuido al movimiento del Renacimiento de Harlem. En 1929, con su hermana Grace Greenwood, participó en el bohemio Festival Maverick (1915-1931) en la Maverick Art Colony (Woodstock, Nueva York).
Utilizó lo cobrado por un retrato de un rico financiero para empezar a viajar por Europa y estudiar en la Academia Colarossi de París.

## Trayectoria
Regresó a Nueva York en 1930, pero continuó viajando en las cuatro décadas siguientes, sobre todo por su país, México y China. En su obra empleó pintura al óleo, fresco, litografía, grabado, carbón y tinta.
En su primer viaje al suroeste empezó a representar lo étnico y la cultura de otros pueblos. A medida que visitaba diferentes lugares   pasaba tiempo aprendiendo sobre sus gentes y los plasmaba en dibujos y pinturas. Cuando luego creó grandes murales, solía utilizar estos estudios para colocar figuras en su composición.

### México
La primera visita a Taxco, México, en 1932 fue un punto de inflexión crucial en su carrera, al comenzar a trabajar en murales al fresco para el gobierno mexicano. Entre 1933 y 1936, Marion y su hermana pintaron cinco murales separados en Taxco y Morelia, México. Su hermana mayor fue su asistente de pintura mientras trabajó en ese país.
Allí conoció al artista Pablo O'Higgins, quien le introdujo y enseñó la pintura al fresco. Desde entonces se centró en este tipo de arte. Su primer mural al fresco fue Mercado de Taxco (1933), ubicado en la escalera del Hotel Taxqueño, en el pueblo de Taxco.El éxito de esta pieza le trajo encargos de la Universidad Michoacana de San Nicolás de Hidalgo en Morelia, para el que pasó un año estudiando y sumergiéndose en la cultura de los indígenas purépechas, y del Mercado Abelardo L. Rodríguez en el centro histórico de Ciudad de México.
Su obra de su periodo muralista mexicano tuvo temas revolucionarios, con influencia por la estilización de José Clemente Orozco y de Diego Rivera en sus figuras y composiciones dinámicas.

### Encargos, murales y otros trabajos
Fue la primera mujer en recibir un encargo de mural de un gobierno extranjero. Luego, regresó a Estados Unidos para crear un mural para el salón social del Proyecto de Vivienda Westfield Acres en Camden, Nueva Jersey. En 1937 fue contratada para enseñar pintura al fresco en la Universidad de Columbia, y al año siguiente Section of Fine Arts le encargó un mural al óleo, The Partnership of Man and Nature, para la oficina de correos de Crossville, Tennessee.
Sus murales solían ser grandes escenas dramáticas con gente participando en prácticas culturales o, en el caso de un proyectos sociales, trabajadores en su entorno. Solían apelar a optimismo, democracia y diversidad. Por ejemplo, Rehearsal for African Ballet representa a un grupo de afroamericanos tocando música, cantando y bailando juntos. En Blueprint for the Living, los trabajadores colocan ladrillos mientras una familia observa la construcción.
En 1937, se casó con Charles Fenn, nacido en Gran Bretaña.
En 1940, el Federal Art Project, que apoyaba las artes visuales, le encargó pintar frescos para el Red Hook Houses, proyecto de viviendas públicas, en Brooklyn. Este proyecto, titulado Blueprint for Living, estaba destinado a ciudadanos de bajos ingresos que vivían en viviendas gubernamentales y expresaba optimismo por un futuro más armonioso.
En torno a 1940, Marión empezó a centrarse en la pintura de caballete y el grabado, representando escenas poderosas y crudas de clases trabajadoras o retratos perspicaces. Sobre todo hacía retratos de personas clase baja que trabajaban arduamente o en la miseria, procedentes del extranjero.
La crítica le aplaudió por «su profunda compasión por los pobres y oprimidos de todos los países, su natural sentimiento democrático» y «su desprecio por las dificultades y las barreras de clase». Se la consideraba una defensora de estas figuras en lucha, igual que apoyaba los movimientos sociales con sus murales de realismo social.

### Segunda Guerra Mundial
Al inicio de la Segunda Guerra Mundial, fue una de las dos únicas mujeres designadas como corresponsales de guerra artística en el Programa de Arte del Ejército de los Estados Unidos para esa contienda. Pintó el restablecimiento de los soldados heridos, para el que  a veces, antes presenciaba las cirugías para hacer bocetos y seguir al paciente hasta la terapia ocupacional. Las pinturas, dibujos y grabados de esta serie se encuentran en los archivos oficiales del Departamento de Guerra de los Estados Unidos. La farmacéutica Abbott Laboratories ayudó a financiar parte del programa.

### Hong Kong
En la primavera de 1946, marchó con su marido a vivir y trabajar en Hong Kong, con escalas en Londres, Birmania e India. Fenn había vivido en Hong Kong antes de la Segunda Guerra Mundial y estaba comenzando un trabajo con los Marines de los Estados Unidos para la Oficina de Servicios Estratégicos, con Hong Kong estaba muy influenciado por los colonos británicos. Marión viajó cuatro días a Guangzhou (antes conocido como Cantón), China y un fin de semana a Macao. antes de volver sola a Nueva York en junio de 1947.
En diciembre de 1947, hizo su debut en solitario con piezas de arte de su estancia en Hong Kong en la galería Associated American Artists en la ciudad de Nueva York, e hizo otra exposición en marzo de 1948. A principios de 1950, se divorció de Charles Feen.

### Mural de Knoxville
En 1954, Greenwood recibió un importante encargo para un mural de óleo sobre lino de 1,8 x 8,8 metros, La historia de Tennessee, apodado The Singing Mural, en el auditorio del centro de estudiantes del University Center de la Universidad de Tennessee en Knoxville. Impartió cursos de arte en la universidad mientras trabajaba como artista residente en esa pintura, que tardó un año en completar.
El mural, de cuatro secciones temáticas, representaba las tradiciones populares y la música de Tennessee. Una vez terminado y presentado en junio de 1955, fue vandalizado y debatido porque sus imágenes se percibieron como estereotipos raciales. Uno de los paneles mostraba a un hombre negro adulto cultivando algodón; no queda claro en el mural si como esclavo, aparcero o granjero.

## Vida posterior
Hizo exposiciones individuales en la American Contemporary Artists Gallery de la ciudad de Nueva York. También expuso sus obras en la Galería de Arte Corcoran, el Museo Whitney de Arte Estadounidense, el Museo de Arte Moderno y la Feria Mundial de Nueva York.
En 1965 en la Universidad de Syracuse, hizo su último mural, dedicado a las mujeres del mundo y combinaba dibujos y pinturas de sus estudios y viajes por el mundo. Al final de su vida vivió en Woodstock, Nueva York, con su pareja Robert Plate.
Murió el 20 de agosto de 1970, en Kingston, Nueva York, después de una larga enfermedad y una hemorragia cerebral.

## Colecciones de arte
Sus obras están representadas en las colecciones de arte público del Museo Metropolitano de Arte (Met), la Biblioteca del Congreso, la Biblioteca Pública de Nueva York (NYPL), el Museo Smithsonian de Arte Americano, la Galería Nacional de Arte, el Museo Hirshhorn y Jardín de Esculturas, el Museo Nacional de Mujeres en las Artes, el Museo de Arte Currier, los Museos de Bellas Artes de San Francisco (FAMSF), el Museo de Arte de Indianápolis, el Museo de Arte de Cleveland, el Museo de Arte de Wichita (Wichita, Kansas), el Museo de Arte Maier (Lynchburg, Virginia) el Museo de Arte Albrecht-Kemper (St. Joseph, Misuri), entre otros.
Su obra también se encuentra en las colecciones privadas de Maurice Wertheim, Joseph Hirshhorn y Marc Sandler.

## Premios y reconocimientos
- 1944 – Segundo Premio de Pintura en Estados Unidos, en el Museo de Arte Carnegie, por la pintura Mississippi Girl (1943)[5]
- 1946 – Premio de Litografía del Instituto de Arte John Herron (Universidad de Indiana-Indianápolis, Indianápolis, Indiana)
- 1951 – Primer Premio Walter Lippincott en la Academia de Bellas Artes de Pensilvania
- 1952 – Primer Premio Altman de dibujo de figuras de la 127.ª edición anual de la Academia Nacional de Diseño
- 1956 – Segundo Premio de Compra en el Instituto Butler de Arte Americano, por la pintura, Elegía
- 1959 – Premio Grumbacher de la Asociación Nacional de Mujeres Artistas (NAWA)[5]
- 1959 – Elección para la organización de la Academia Nacional de Diseño[5]

## Galería de imágenes

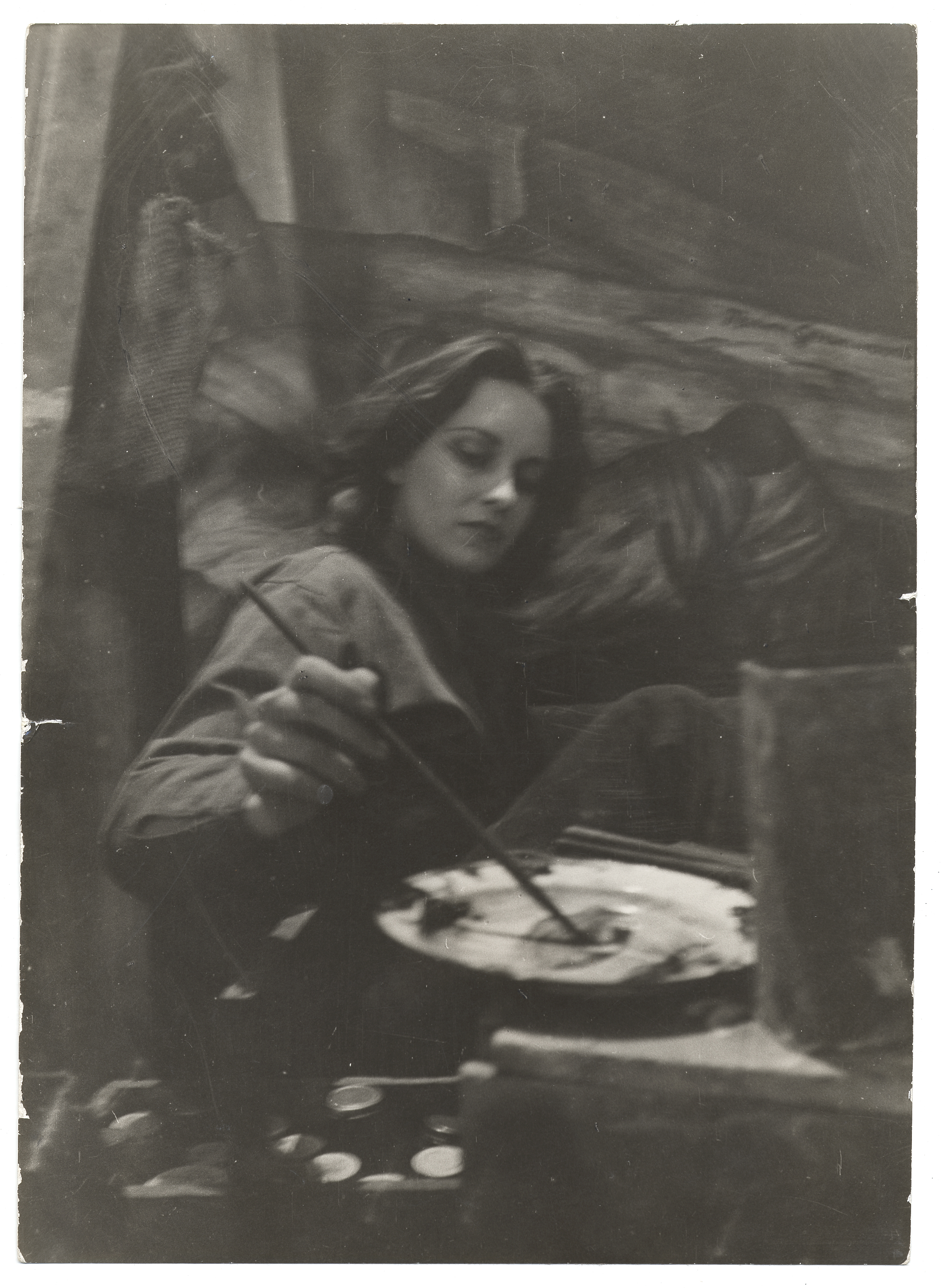
Greenwood pintando murales al fresco en el Mercado Abelardo Rodríguez, Ciudad de México, 1936
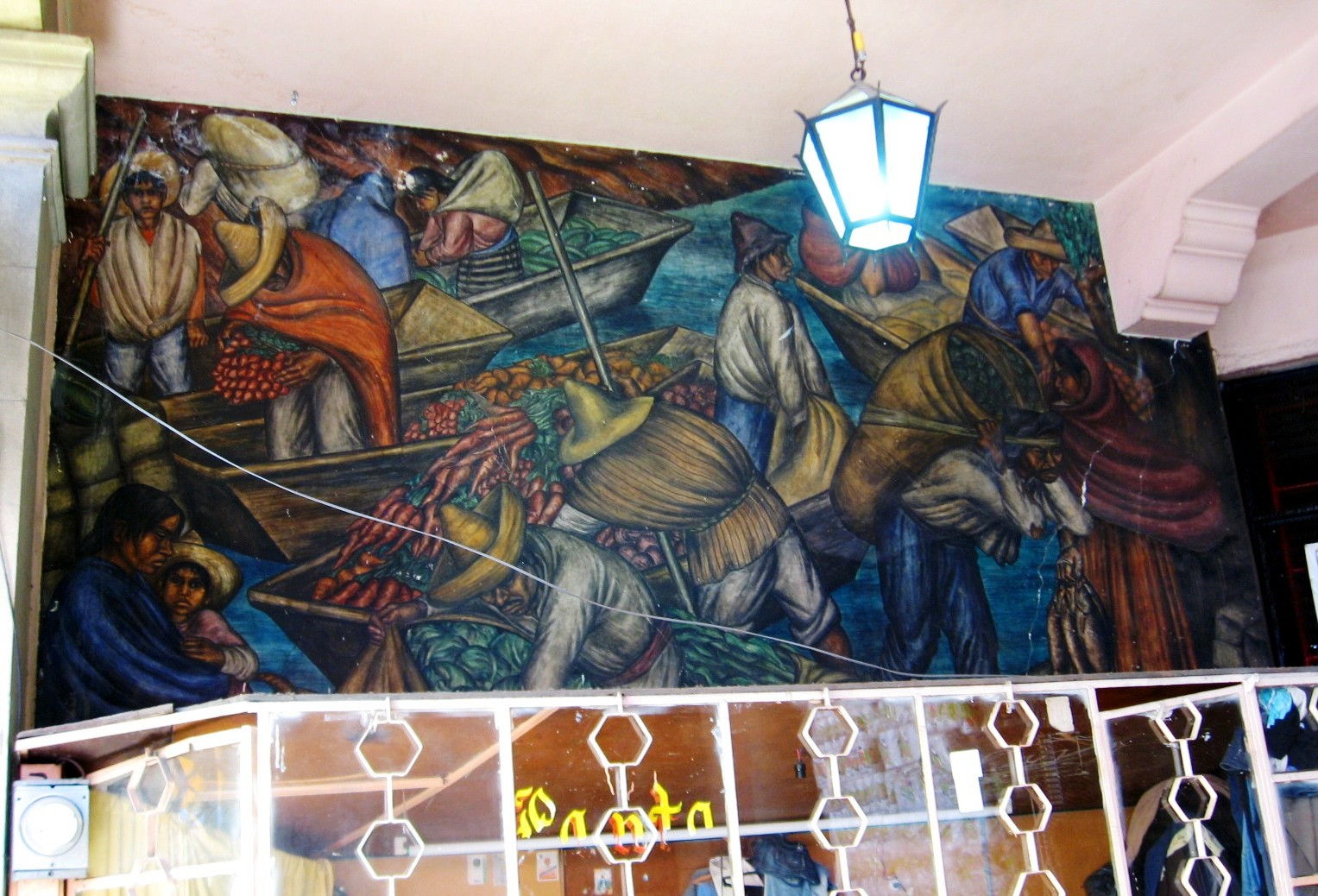
Mercado Abelardo Rodríguez, Ciudad de México
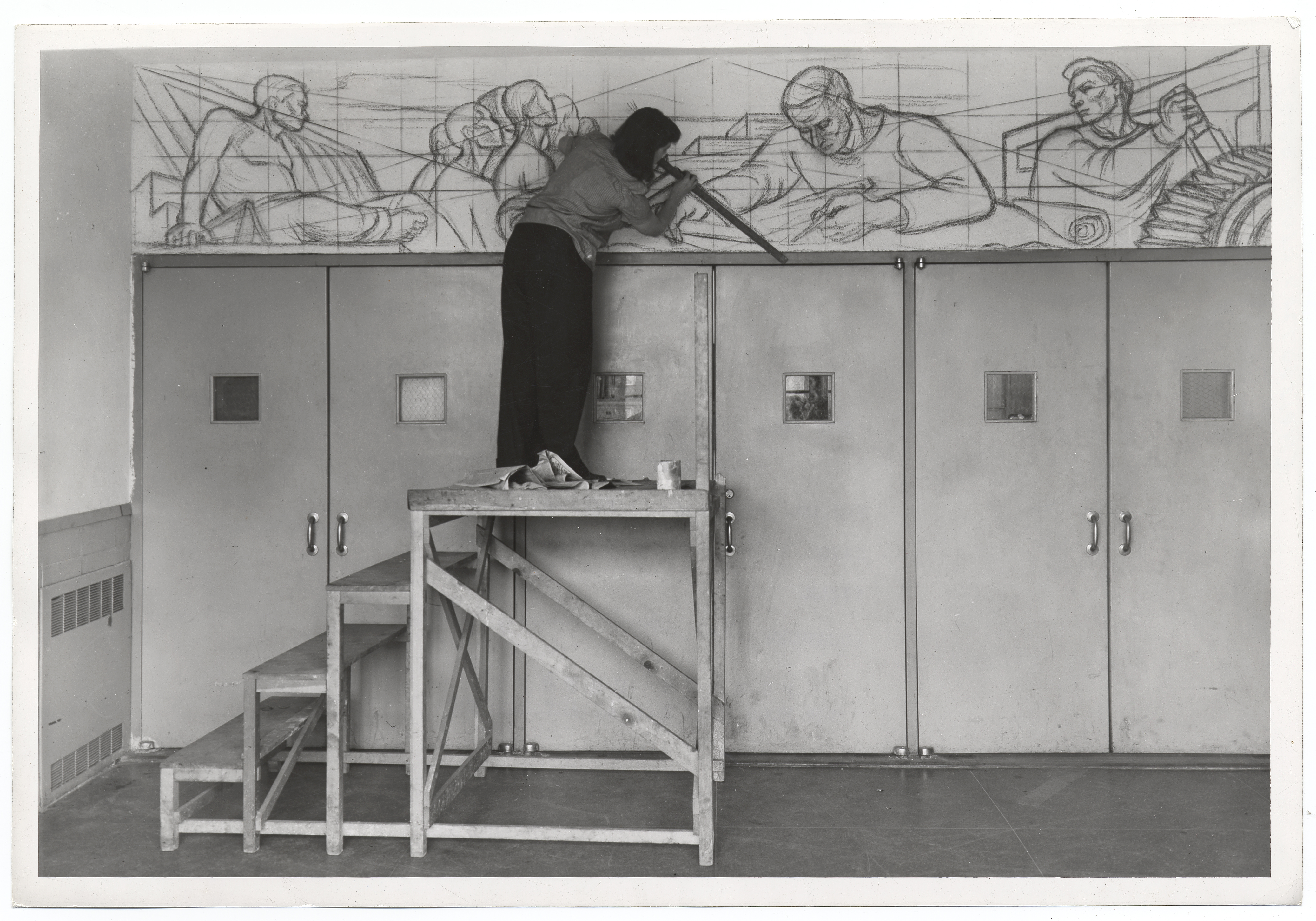
Mural en el proyecto de vivienda Red Hook
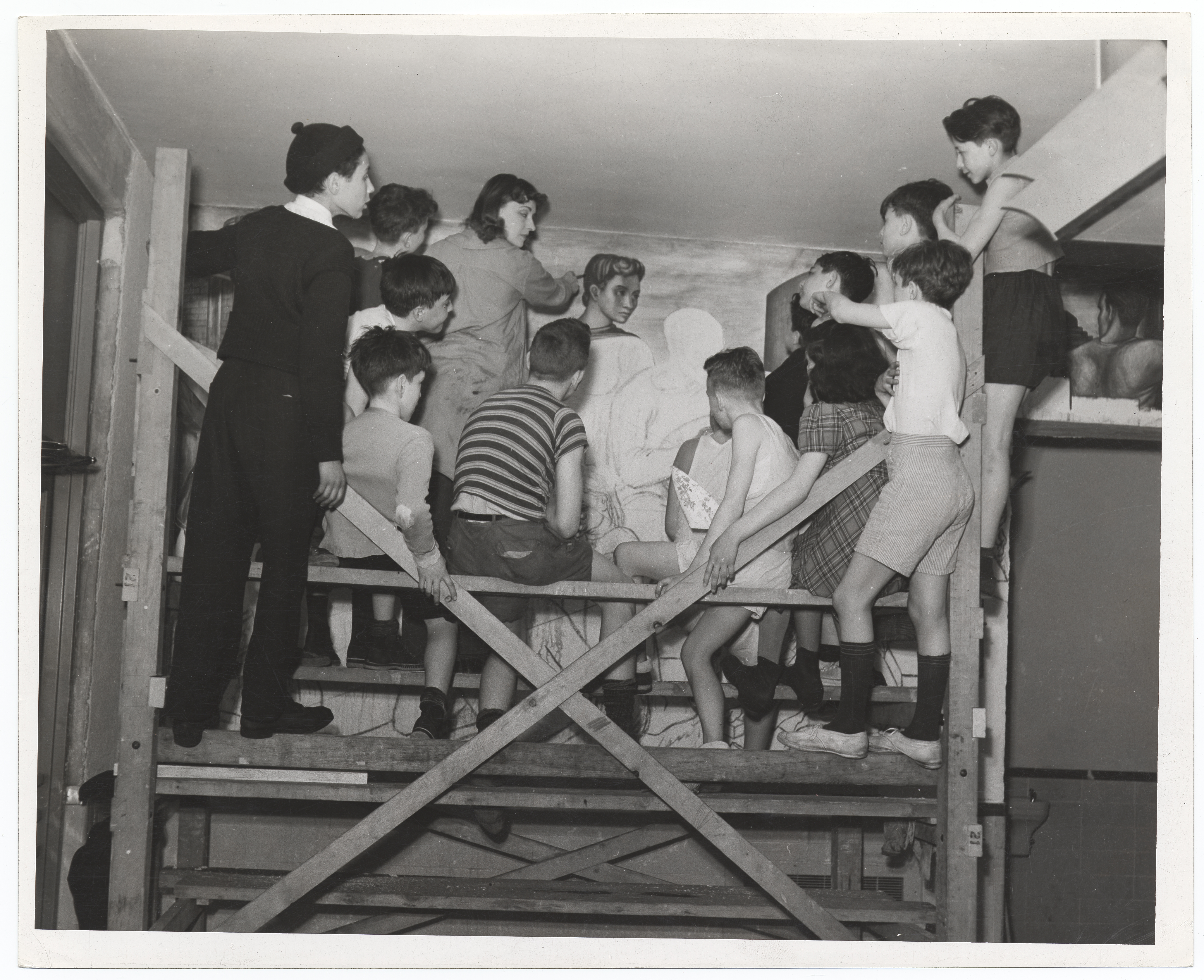
Niños de Red Hook en un andamio con el artista
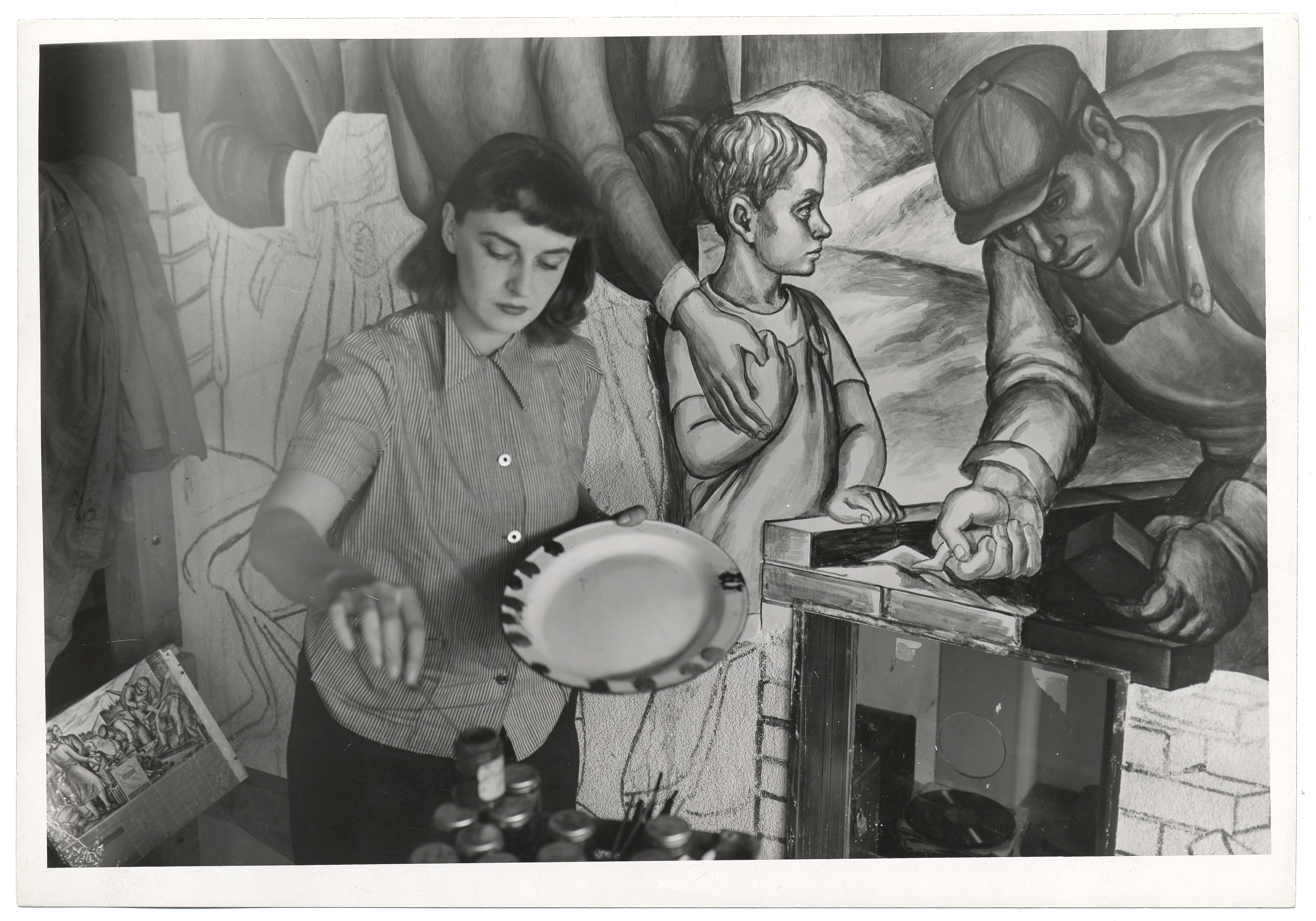
Marion Greenwood (1940) pintando un Proyecto de Arte Federal de la WPA.